# Skały Podlesickie
Skały Podlesickie se nacházejí u vesnice Podlesice ve gmině Kroczyce v okrese Zawiercie ve Slezském vojvodství v jižním Polsku. Geograficky také patří do vysočiny Wyżyna Częstochowska (Čenstochovská jura ) patřící do pohoří/vysočiny Wyżyna Krakowsko-Częstochowska (Krakovsko-čenstochovská jura), která je geografickou součástí nadcelku vysočiny Wyżyna Śląsko-Krakowska.

## Geologie
Skały Podlesickie jsou vápencové, krasové a skalní útvary pocházející ze zaniklého pravěkého moře, které následně vznikly erozí a zvětráváním. Významné jsou také účinky pozdějších ledovců v době ledové, které s sebou přinesly spraše aj.

## Příroda
Cenná příroda je chráněna v rámci krajinného parku Park Krajobrazovy Orlich Gniazd a chráněné přírodní oblasti v síti Natura 2000 Ostoja Kroczycka. Vyskytují se zde cenná kalcifilní a xerotermní přírodní společenstva rostlin a živočichů, netopýři aj. V okolí skal se vyskytují stepi a lesy.

## Sport a turistika
Skały Podlesickie jsou hojně využívány speleology, horolezci a turisty. Vyskytují se zde četné skalní věže, útesy, jeskyně apod. Populární jsou trasy Szlak Rzędkowicki a Szlak Orlich Gniazd. V zimním období jsou některé trasy využívány také pro běhy na lyžích.

## Další informace
Místo je nejlépe přístupné ze správního střediska a muzea Centrum Dziedzictwa Przyrodniczego i Kulturowego Jury (Centrum přírodního a kulturního dědictví Jury) na parkovišti u vesnice Podlesice u silnice č. 792 z Kroczyc do Żarek.

## Galerie

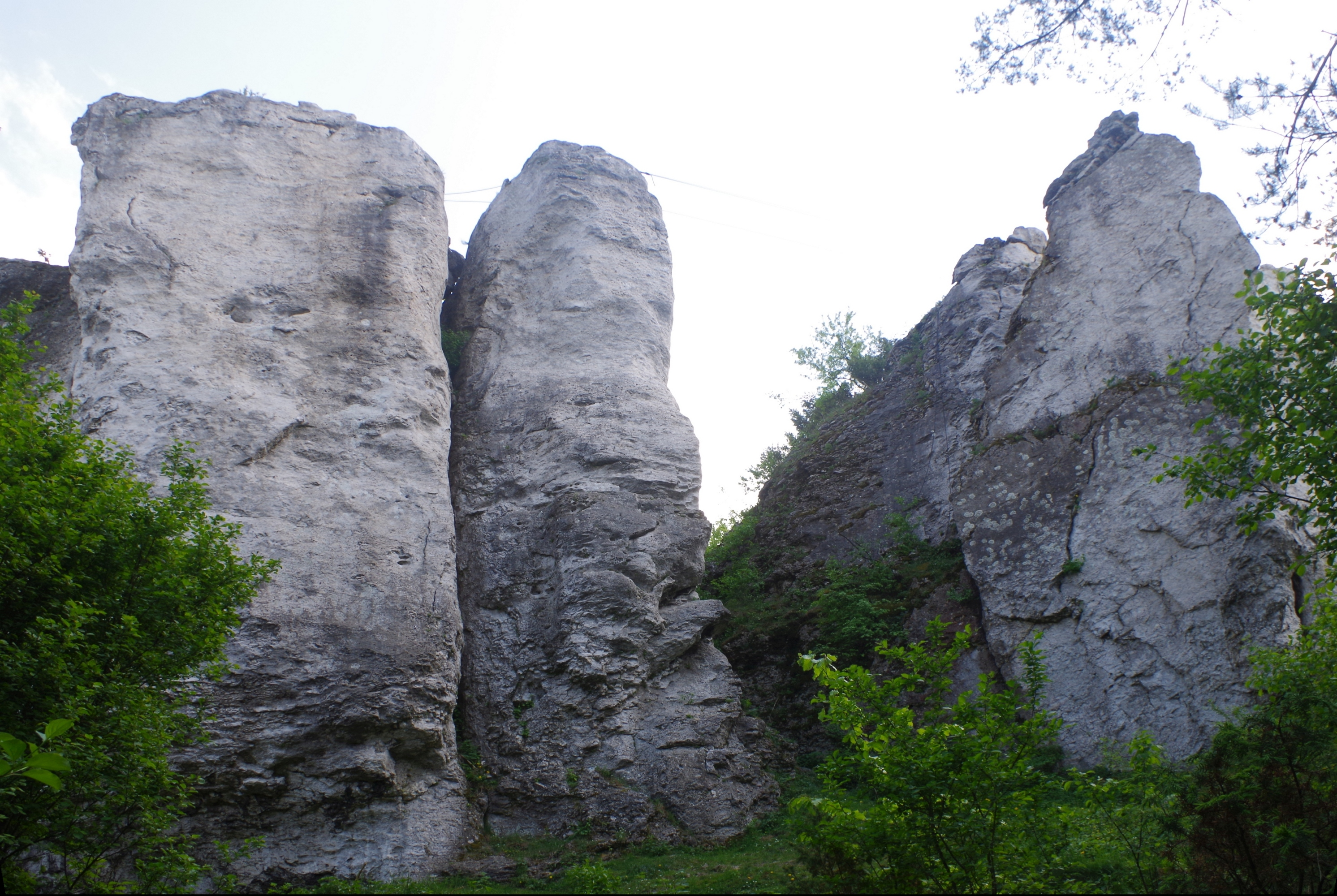
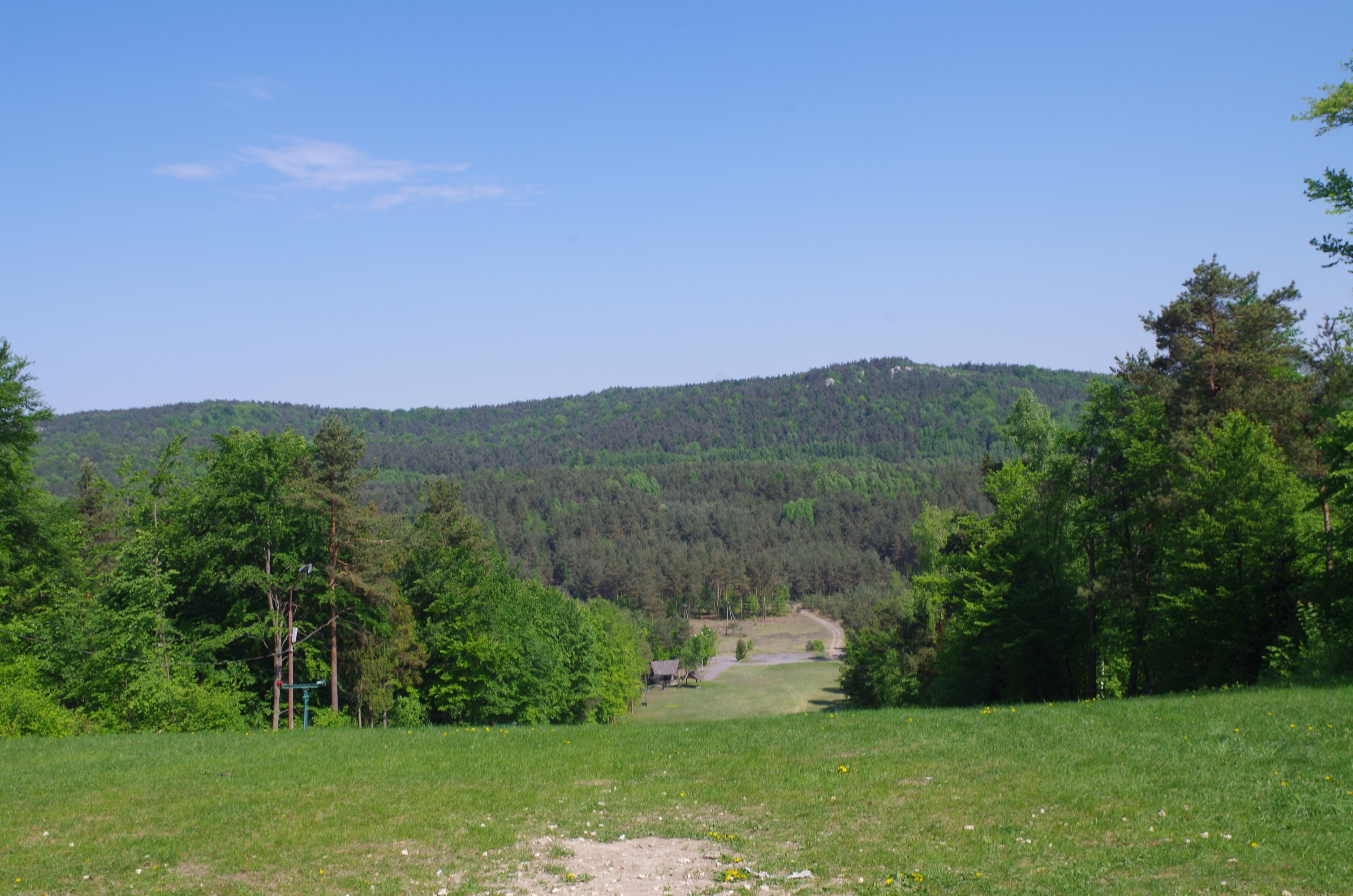
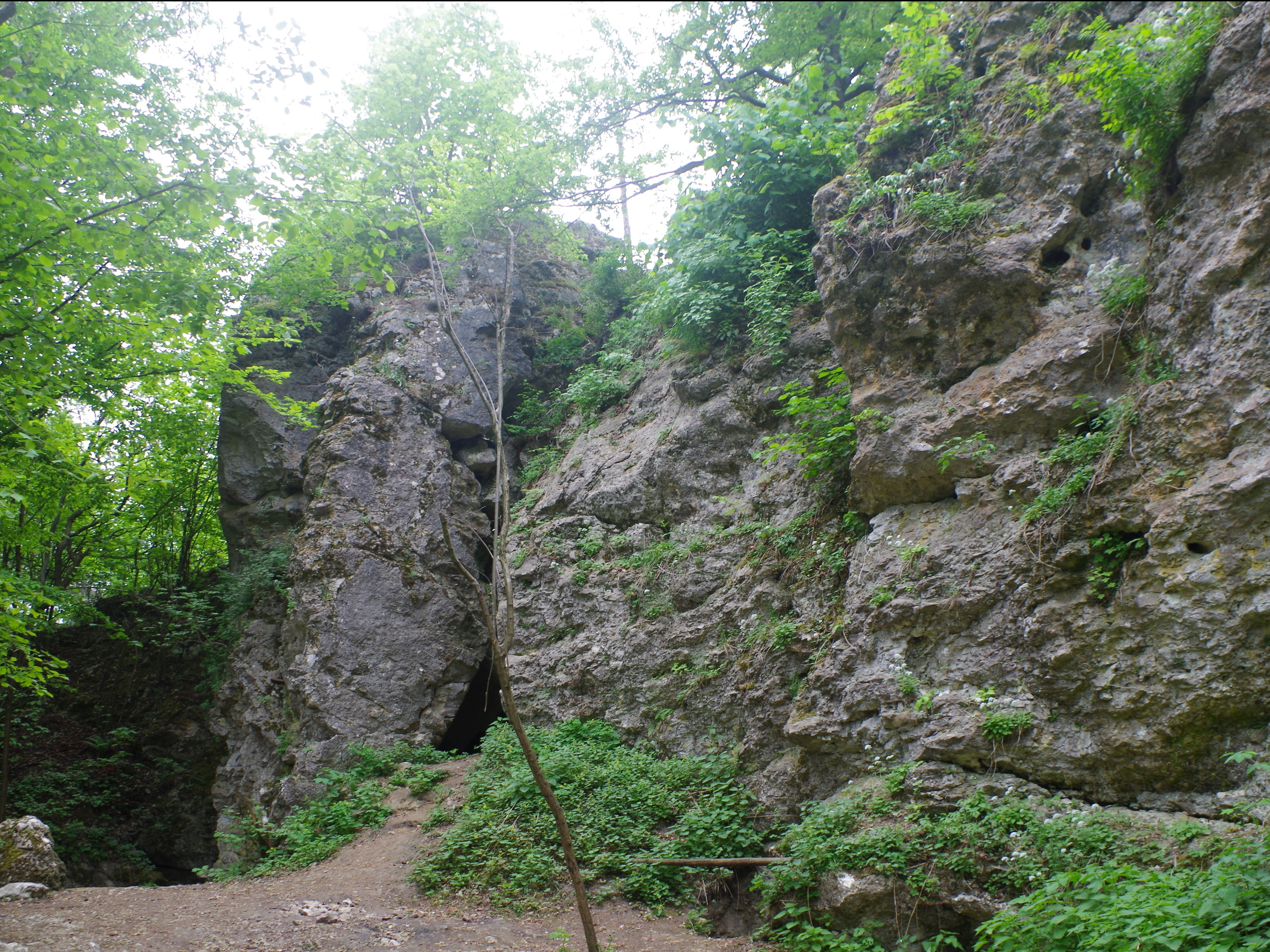
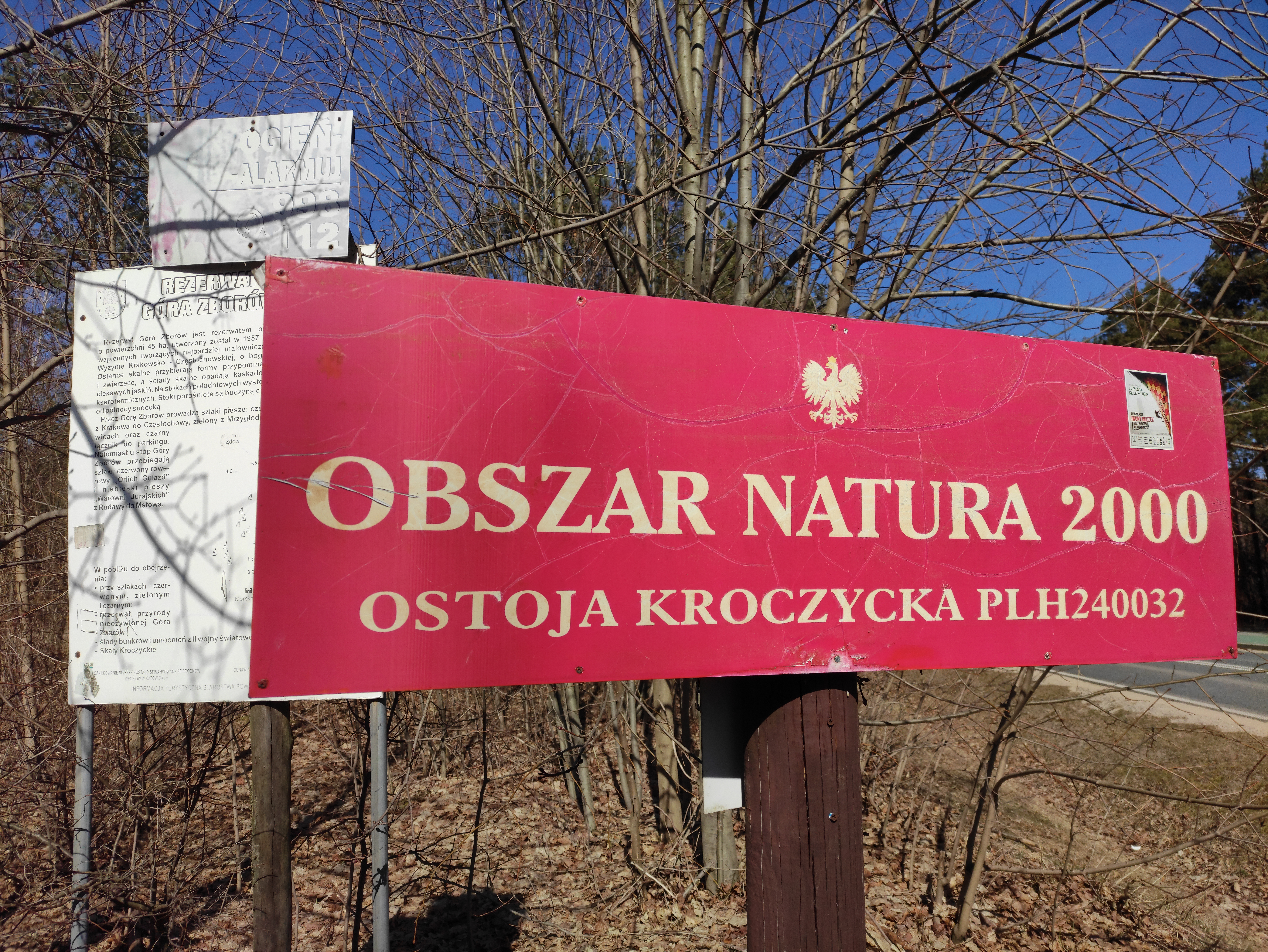
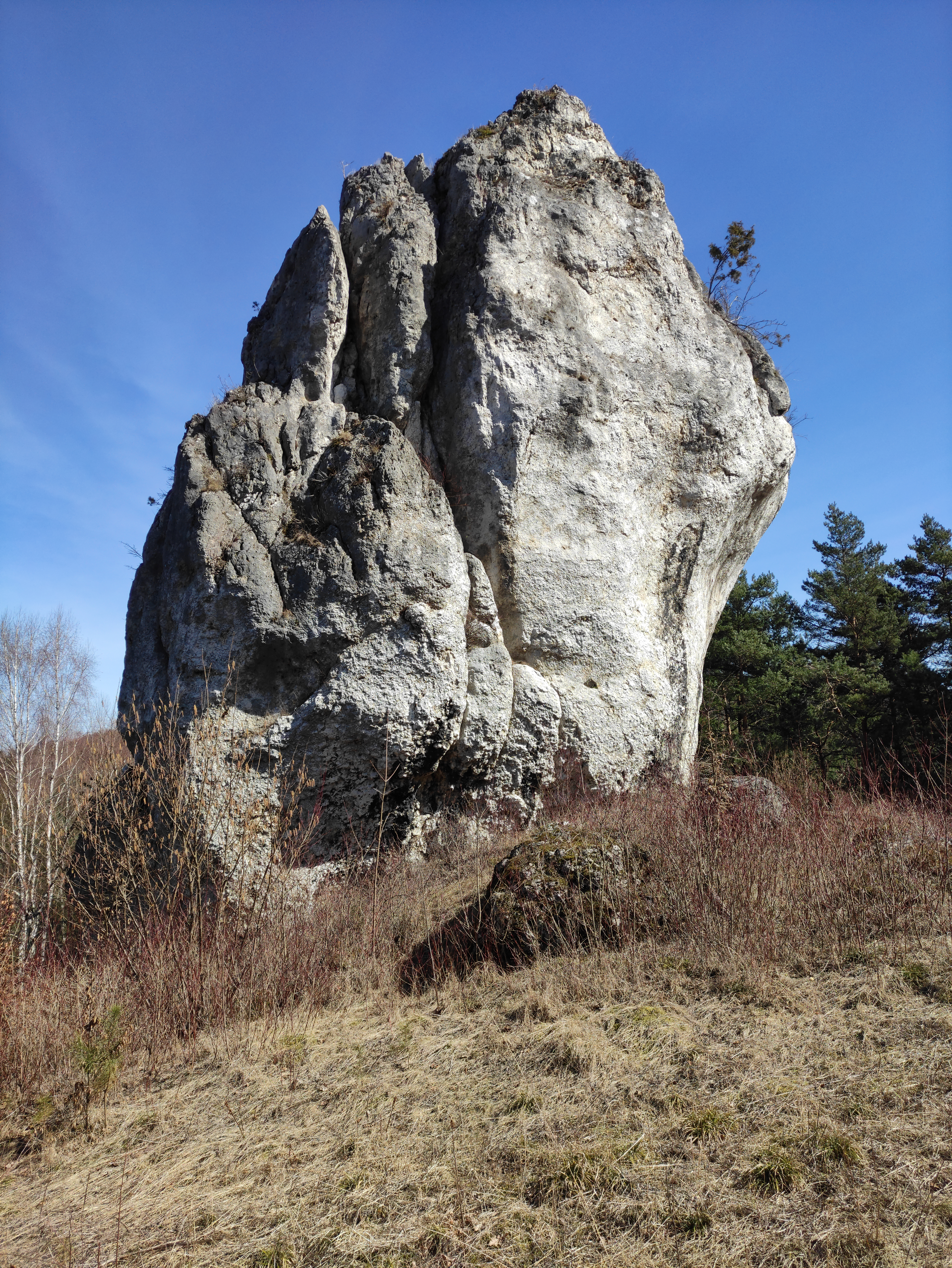
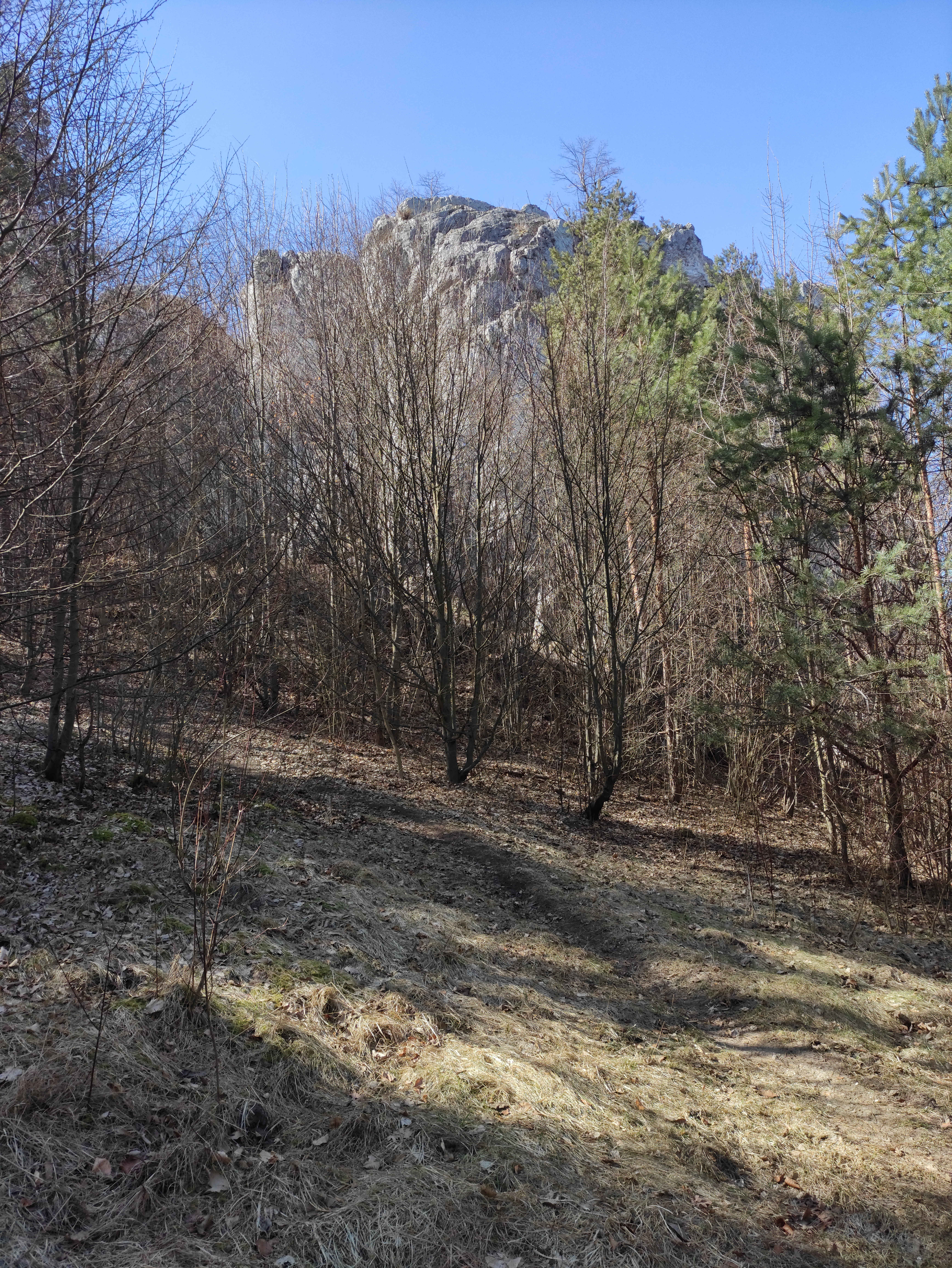
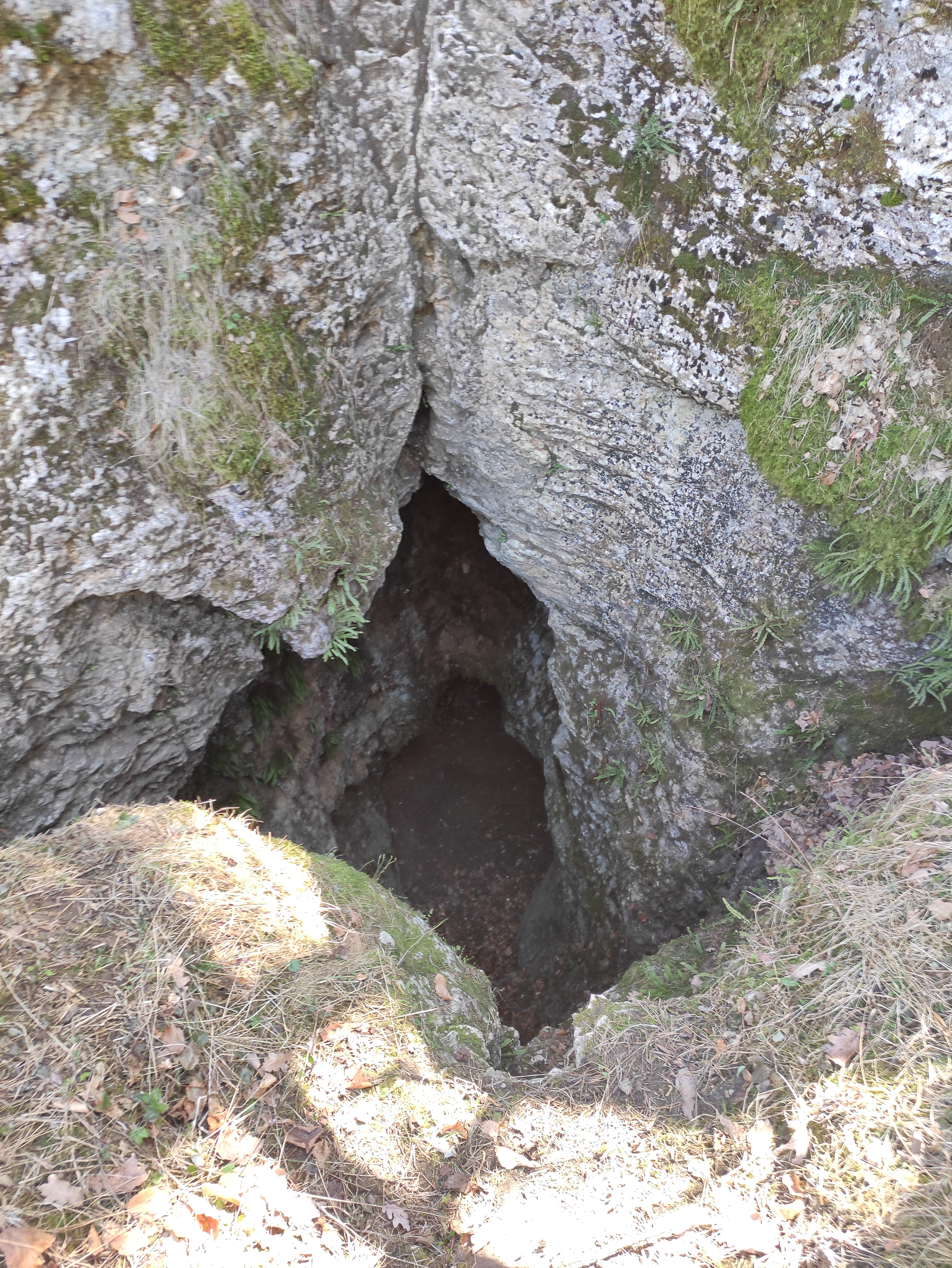